# Biantes albimanus
Biantes albimanus (лат.) — вид паукообразных из семейства Biantidae отряда сенокосцев. Длина брюшка составляет 2,9 мм, обитает в листовой подстилке.
Распространены только в лесах островов Маэ и Праслен Сейшельского архипелага на высотах от 250 до 900 м.
Среде обитания угрожают инвазивные виды растений, особенно корица (Cinnamomum verum). МСОП присвоил таксону охранный статус «Вымирающие виды» (EN). С момента последней регистрации вида в 1972 году инвазия возросла, поэтому на острове Маэ возможно не осталось мест для обитания вида.